# Leopold von Fürstenwärther

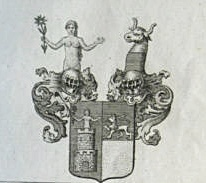
Wappen des Familienzweiges Fürstenwärther-Kellenbach. Das Fürstenwärther-Stammwappen ist das linke, mit Turm und Jungfrau

Leopold Wilhelm Heinrich von Fürstenwärther (* 17. Juli 1769 in Meisenheim, Herzogtum Pfalz-Zweibrücken; † 5. Mai 1839 in München) war ein aus dem pfalz-bayerischen Herrscherhaus Wittelsbach abstammender Freiherr und bayerischer Offizier.

## Herkunft
Herzog Friedrich Ludwig von Pfalz-Zweibrücken-Landsberg (1619–1681), Regent des Herzogtums Pfalz-Zweibrücken, heiratete nach dem Tode seiner ersten Gattin Juliane Magdalena von Pfalz-Zweibrücken (1621–1672), die bürgerliche Gemahlin Maria Elisabeth Hepp (1635–1722). Da es sich hierbei um eine standesmäßig nicht ebenbürtige Ehefrau handelte, sollten die Kinder aus dieser Verbindung nicht dynastisch erbberechtigt sein und erhielten Rang und Namen als Freiherrn von Fürstenwärther, Burgsassen zu Odenbach. 

## Biografie
Leopold von Fürstenwärther war der Urenkel des regierenden Herzogs Friedrich Ludwig und seiner bürgerlichen Ehefrau Maria Elisabeth Hepp. Er wurde in Meisenheim geboren, als Sohn des Freiherrn Ernst Ferdinand Ludwig von Fürstenwärther (1737–1821) und dessen aus Monsheim stammender Gattin Elisabeth Charlotte von La Roche-Starkenfels (1734–1800), Schwester des hessen-kasselschen Regierungspräsidenten Friedrich Georg Philipp Freiherr von La Roche-Starkenfels (1729–1802).
Leopolds Zwillingsbruder war der spätere österreichische Feldmarschallleutnant Friedrich Karl von Fürstenwärther  (1769–1856). Im Geburtsort Meisenheim besaß die Familie den noch existenten Fürstenwärther Hof als Adelssitz, die ihnen ebenfalls gehörende Burg Odenbach war ruinös und diente nur als Namenstitel.
1778 bis 1782 besuchten beide Zwillinge die Karlsschule in Stuttgart. Zunächst Offizier im französischen Armeededienst, wechselte Leopold von Fürstenwärther in die Garde des Herzogtums Pfalz-Zweibrücken und trat 1799, bei der Vereinigung des Territoriums mit Kurpfalz-Bayern, in dessen Heer ein. 1807 wurde er als Hauptmann Kompanieführer im 14. Linien-Infanterie-Regiment. Als solcher erlitt er 1809, in der Schlacht bei Eggmühl, schwere Verwundungen, die ihn fortan zum Felddienst untauglich machten. 
Man ernannte Freiherr von Fürstenwärther am 10. Oktober 1810 zum Platzmajor der Haupt- und Residenzstadt München, in welchem Amt er, 1822 zum Oberstleutnant und 1833 zum Oberst befördert, bis zu seinem Tode blieb. 1813 entsandte ihn sein Verwandter, König Maximilian Max I. Joseph, als Spezialkurier nach Dresden, mit dem schwierigen Auftrag, Kaiser Napoleon über das Ausscheiden Bayerns aus der französischen Allianz zu unterrichten.
Schon 1812 war Leopold von Fürstenwärther zum königlichen Kammerherrn aufgestiegen, 1821 erhielt er das Ritterkreuz des Verdienstordens der Bayerischen Krone, 1839 das Kreuz des Ludwigsordens. König Ludwig XVIII. verlieh ihm 1824 den französischen Militärverdienstorden. Er war verheiratet mit Maria Anna Schmid von Haslau (1776–1841), die nach seinem Tod in Wien lebte.
Feldmarschall-Leutnant Friedrich Karl von Fürstenwärther habe ihm so ähnlich gesehen, dass man beide Zwillingsbrüder selbst im fortgeschrittenen Alter kaum auseinanderhalten konnte.